# Machiel Botman
Machiel Botman (Vogelenzang, 1955) è un fotografo olandese.

## Biografia
Autodidatta, ha iniziato a scattare per gioco all'età di 10 anni. Negli anni '80 ha lavorato a Parigi come assistente del celebre stampatore e fotografo Philippe Salaün, il quale collaborava e stampava le immagini di autori come Willy Ronis, Izis, Robert Doisneau e molti altri.
Ha pubblicato tre monografie: Heartbeat (Volute, 1994), Rainchild (Schaden e Le Point du Jour, 2004) e One Tree (Nazraeli Press, 2011). Nel 2014 ha pubblicato Three books che contiene alcune immagini tratte dai volumi precedenti ma anche molte fotografie inedite. Oltre ad aver curato mostre per vari musei, ha progettato cataloghi e libri, come oggetti, per altri fotografi ed artisti come Miyako Ishiuchi e Kiyoshi Suzuki (1943-2000), tra gli altri.
Ha tenuto vari workshop al Toscana Photographic Workshop (TPW), alla Curtin University di Perth, alla The New School di New York.
Le sue opere appartengono a varie collezioni private ed istituzionali, tra cui la Biblioteca nazionale di Francia di Parigi, il Museo d'arte fotografica di Tokyo e il Frans Hals Museum di Haarlem ed è rappresentato dalla Gitterman Gallery di New York, dalla Galerie Vu di Parigi e dalla Kahmann Gallery di Amsterdam.
Il lavoro del fotografo olandese può apparire strano perché i fotogrammi rappresentano frammenti distorti della realtà che possono dare un senso di bellezza universale oppure una oscura minaccia. La sua fotografia viene considerata intuitiva e autobiografica, una sorta di diario visivo, perché le immagini vengono assemblate ed accostate senza un progetto preciso, cioè senza una scelta chiara e lineare. Le immagini in generale mostrano la sua vita, le sue relazioni, suo figlio, i luoghi che frequenta ecc. Nei suoi libri egli aggiunge appunti, scritti e disegni. Come egli stesso ha dichiarato: "Se le mie immagini trasmettono qualcosa, allora va benissimo, non ho bisogno di nient’altro. Le persone potrebbero non capire cosa vedono, ma sanno perfettamente cosa provano". E aggiunge: "La comprensione della vita viene dopo che le immagini sono state scattate. Molte volte scattare una fotografia è un'azione violenta; tu dividi un istante dal suo passato e dal suo futuro. Hai bisogno di tempo per farlo diventare significativo, per capire cosa stai guardando veramente e per capire come quell'immagine possa diventare importante dentro di te. Forse si collega a quello che hai fatto prima. Forse ti mostra qualcosa che non hai mai realizzato".
Vive tra la Maremma e Heemstede, in Olanda.